# چارلی هرلی

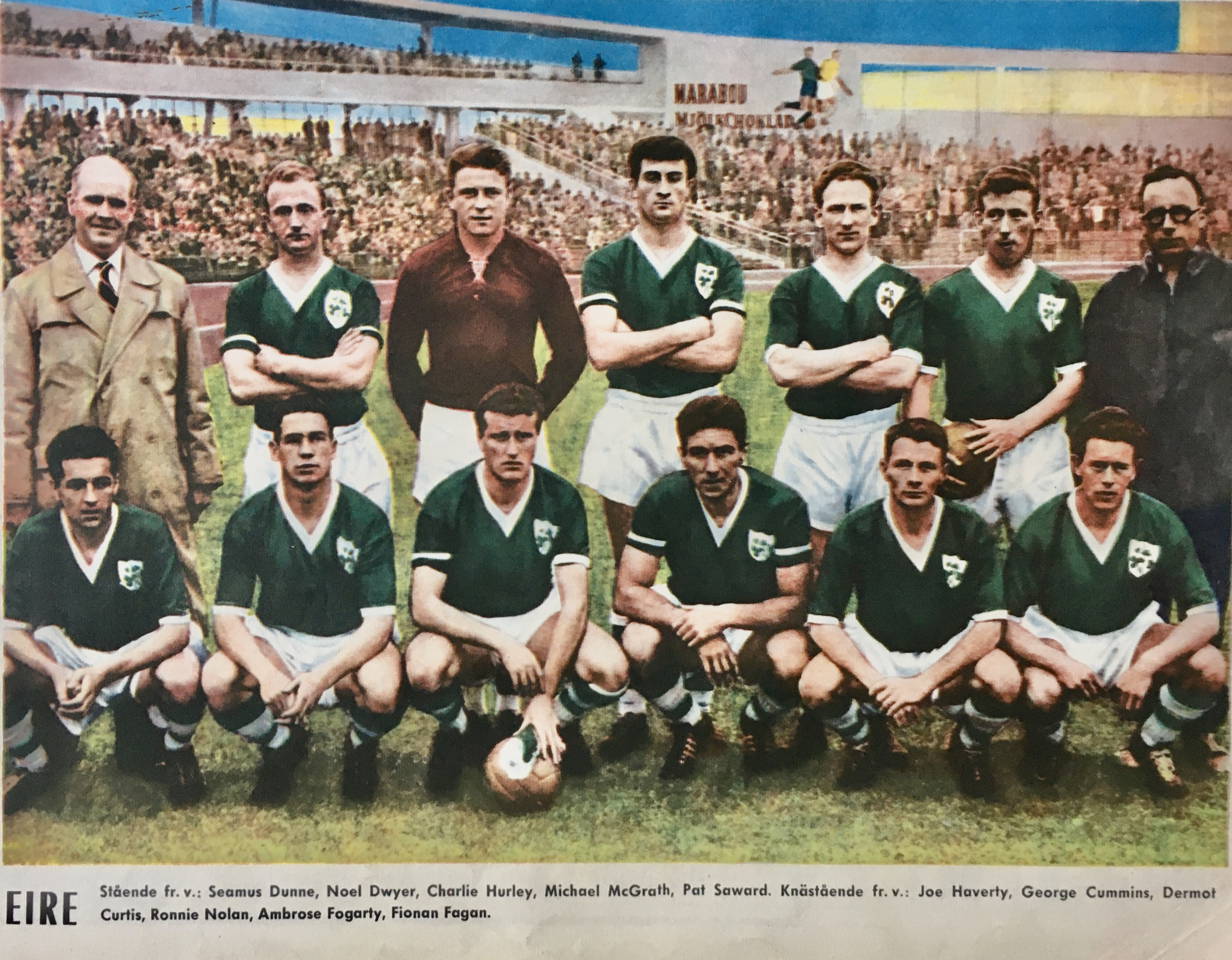
تیم فوتبال ایرلند در سال ۱۹۶۰

چارلی هرلی (انگلیسی: Charlie Hurley؛ زادهٔ ۴ اکتبر ۱۹۳۶ – درگذشته ۲۲ آوریل ۲۰۲۴) یک بازیکن فوتبال در پست مدافع اهل ایرلند بود.

## باشگاهی
از باشگاه‌هایی که در آن بازی کرده‌است می‌توان به باشگاه فوتبال میلوال، باشگاه فوتبال ساندرلند، و باشگاه فوتبال بولتون واندررز اشاره کرد.

## تیم ملی
وی همچنین در تیم ملی فوتبال جمهوری ایرلند بازی کرده است.